# Variabile Alfa2 Canum Venaticorum
Una variabile Alfa2 Canum Venaticorum è una stella variabile di sequenza principale di classe spettrale compresa tra B8p e A7p. Le variabili di questo tipo mostrano dei forti campi magnetici, associati a delle linee di assorbimento marcate in corrispondenza di silicio, stronzio e cromo. La loro luminosità varia normalmente da 0,01 a 0,1 magnitudini in un tempo compreso tra 0,5 e 160 giorni.
Questa classe di stelle variabili prende il nome da Cor Caroli (α Canum Venaticorum), una stella binaria, la cui componente α2 è il prototipo della categoria; α2 mostra infatti delle fluttuazioni nella luminosità di 0,1 magnitudini in 5,47 giorni.

## Principali variabili Alfa2Canum Venaticorum
| Nome tradizionale | Nomenclatura di Bayer   | Tipo spettrale   | Magnitudine apparente massima | Ampiezza variazione (magnitudine) | Periodo (giorni) |
| ----------------- | ----------------------- | ---------------- | ----------------------------- | --------------------------------- | ---------------- |
| Alioth            | Epsilon Ursae Majoris   | A0p(Cr-Eu)       | 1,76                          | 0,02                              | 5,0887           |
| Alpheratz         | Alfa Andromedae         | B8IVpHgMn        | 2,02                          | 0,04                              | 0,9662           |
|                   | Theta Aurigae           | B9.5p (Si)       | 2,62                          | 0,08                              | 3,6186           |
| Cor Caroli A      | Alfa2 Canum Venaticorum | B9.5p(Si-Cr-Eu)  | 2,84                          | 0,14                              | 5,4694           |
|                   | Mu Leporis              | B9IIIp(Hg-Mn)    | 2,97                          | 0,44                              | 2,00             |
|                   | Alfa Circini            | A7VpSrCrEu       | 3,18                          | 0,03                              | 0,0047           |
| Nashira           | Gamma Capricorni        | A7mp             | 3,20                          | 0,03                              | 0,03             |
|                   | Alfa Doradus            | A0IIIp(Si)       | 3,26                          | 0,04                              | 2,95             |
| Nusakan           | Beta Coronae Borealis   | F0IIIp(Sr-Cr-Eu) | 3,65                          | 0,07                              | 18,487           |
|                   | Alfa Piscium            | A2               | 3,82                          | 0,01                              | 0,7445           |
|                   | Phi Draconis            | A0p(Si)          | 4,22                          | 0,04                              | 1,7165           |
|                   | Phi Herculis            | B9 Mnp           | 4,24                          | 0,01                              | 7,0225           |
|                   | Beta Hydrae             | B9IIIp(Si)       | 4,27                          | 0,04                              | 2,344            |
|                   | Delta3 Tauri            | A2/3IV/Vm        | 4,29                          | 0,03                              | 57,25            |
|                   | Omega Ophiuchi          | A7p(Sr-Cr)       | 4,44                          | 0,07                              | 2,99             |
|                   | Iota Cassiopeiae        | A5pSr            | 4,45                          | 0,08                              | 1,74             |